# Martin Marietta
Ne doit pas être confondu avec Marietta Martin.
Martin Marietta Corporation est une ancienne entreprise américaine. Elle a été créée en 1961 par la fusion entre la Martin Company, fabriquant essentiellement des avions, et l'American-Marietta Corporation, producteur de matériaux de construction. Elle a disparu en 1995 lorsqu'elle a fusionné avec Lockheed pour former Lockheed Martin, le plus grand groupe de défense au monde. Le nouveau groupe s'est séparé de la branche matériaux de construction, devenue Martin Marietta Materials.

## Histoire
En 1982 Martin Marietta fut l'objet d'une prise de contrôle hostile par Bendix Corporation (en). Bendix acheta la majorité des actions de Martin Marietta et dans les faits, détenait la société. Cependant le management de Martin Marietta mit à profit le peu de temps séparant la propriété du contrôle effectif de la société pour vendre les activités qui n'étaient pas dans le cœur de métier et lancèrent leur propre offre hostile de prise de contrôle. Ce procédé est connu sous le nom de "défense Pac-Man". La fin de cette extraordinaire bataille vit la survie de Martin Marietta alors que Bendix fut racheté par Allied Corporation.

### Chronologie
- 1961 : Martin Marietta est créé par la fusion de la Glenn L. Martin Company et d'American-Marietta Corporation
- 1964 : devient actionnaire à 90 % de Bunker Ramo, qui intègre la société Teleregister, les 10 % restants étant détenus par Thompson Ramo Wooldridge
- 1982 : Bendix Corporation tente de prendre le contrôle de Martin Marietta mais échoue.
- 1986 : Remporte le contrat pour convertir les missiles balistiques intercontinentaux Titan II en lanceurs spatiaux. Martin Company avait construit les missiles balistiques originaux
- 1987 : L'entité Electronics & Missiles est créée, son siège est à Orlando
- 1991 : Electronics & Missiles Group est réorganisé en Electronics, Information & Missiles Group
- 1993 : Acquiert General Electric Aerospace pour 3 milliards de dollars, permettant de vendre des systèmes combinés complémentaires, par ex. les missiles Titan de Martin Marietta lancent les satellites de GE Aerospace.
- 1993 : Acquiert le contrat de gestion des Sandia National Laboratories.
- 1993 : Acquiert les activités spatiales de General Dynamics, et en particulier les lanceurs Atlas, pour 208.5 millions de dollars.
- 1994 : Martin Marietta met sur le marché par une offre publique de vente 19 % des actions de Martin Marietta Materials à la bourse de New York.
- 1995 : Martin Marietta fusionne avec Lockheed Corporation pour former Lockheed Martin
- 1996 : Lockheed Martin fait de Martin Marietta Materials une entité séparée et indépendante

## Productions
- Martin Marietta X-23
- Martin Marietta X-24
- Missile balistique de portée intermédiaire MGM-31 Pershing
- Missile balistique intercontinental MGM-134A Midgetman
- Missile antimissile Sprint
- Bombe guidée AGM-62 Walleye
- Système de défense antiaérien et antichar ADATS (co-concepteur)
- Atterrisseur du programme Viking

## Source
- (en) Cet article est partiellement ou en totalité issu de l’article de Wikipédia en anglais intitulé « Martin Marietta » (voir la liste des auteurs).